# Männerbund
Männerbund (pl. männerbünde) es un término germánico que significa un tipo de agrupación masculina e identificaba a un sistema de lazos sociales en los antiguos pueblos germánicos. Se puede definir como una amalgama territorial de jóvenes varones sexualmente maduros que estaban habilitados para llevar armas a su propio culto y desempeñaban funciones sociales específicas. A los doce años ya podían considerarse capacitados para pertenecer a un männerbund, pues las sociedades germánicas consideraban que era una edad madura y suficientemente apta para el uso de armas y superar los ritos de iniciación de la confraternidad guerrera. En algunos grupos tribales, las männerbund ofrecían un perfil especial de grupo de combate, lo que hoy se entendería como tropas de élite, durante conflictos militares por intereses territoriales. 

## Origen
Posiblemente, este tipo de agrupaciones procedían de una antigua tradición indoeuropea. Las históricas diferencias entre los turanios e iraníes, eran conflictos de sociedades a veces con o sin cultos männerbunde por medio. De hecho, el concepto de turanios se refiere a las sociedades tribales iraníes que habían preservado las instituciones de un männerbund, una sociedad independiente fuera de la sociedad.
Tácito ya mencionó el comitatus en su obra Germania, la existencia de estructuras de alianzas y amistades que forzaban a los reyes a gobernar bajo consulta con sus guerreros, formando un grupo guerrero homogéneo. Comitatus era un vínculo muy fuerte entre los guerreros y su señor, y ninguno abandonaba el campo de batalla antes que el otro.

## Historia y leyenda
Dentro del männerbund resalta claramente las hermandades de cultos religiosos, los berserkers, seguidores del culto a Odín que entraban en cierto éxtasis guerrero durante la batalla con una técnica chamanística apropiada y aprendida. Las partidas vikingas de berserkers que asolaban granjas, mataban a sus dueños, violaban a las mujeres y sus hijas fueron una forma tardía del männerbund. En tiempos recientes, ya con el cristianismo imperante en Europa, derivaron en hermandades y alianzas juradas como la Liga Hanseática, sociedades secretas o clanes de crimen organizado (la mafia es un claro ejemplo). El nazismo también ofreció una visión actualizada del männerbund como la sturmabteilung y schutzstaffel, basada en la hombría, solidaridad masculina y superioridad sobre el extranjero. En la literatura legendaria, los caballeros de la mesa redonda del Rey Arturo es otra interpretación de männerbund.

## Neopaganismo
Las confesiones neopaganas germánicas, especialmente el teodismo, se organizaron de forma que mantienen las raíces originales odínicas al mismo tiempo que reconstruyeron el männerbund del periodo de las migraciones.